# مركز كامبل لدراسات الحفاظ على التاريخ

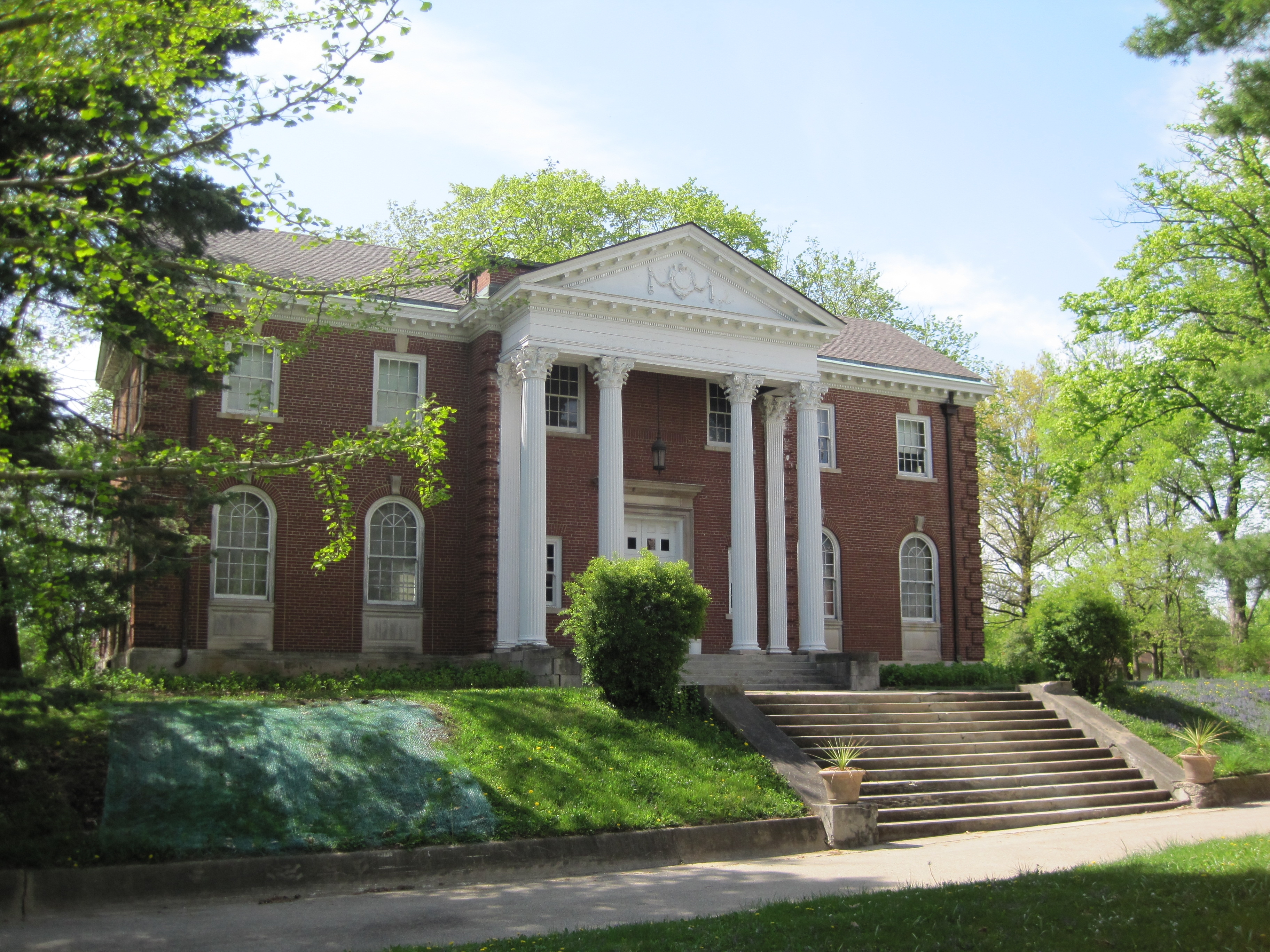
مكتبة كامبل التذكارية السابقة، التي تم تأسيسها في عام 1925، والتي أصبحت الآن جزءًا من مركز كامبل.

مركز كامبل لدراسات الحفاظ على التاريخ عبارة عن مدرسة أمريكية لدراسات المتاحف موجودة في ماونت كارول، بولاية إلينوي.
وفي عام 1979، قام المركز بشراء حرم كلية شيمر، التي احتلت موقعها منذ عام 1853 حتى الانتقال عبر الولاية إلى واوكيجان. وقد تم وضع موقع الحرم في السجل الوطني للأماكن التاريخية في عام 1980. وقد بدأ التدريس في هذا الصيف.
ويوفر المركز بصفة رئيسية التعليم المستمر في فصل الصيف في مجالات الحفاظ على التاريخ والحفاظ على الفنون والاعتناء بما يتم تجميعه. وفي عام 2005، بدأ المركز إعطاء برنامج شهادات في مجال الرعاية الوقائية للمصنوعات. والمعلمون عبارة عن محترفين خبراء يتم تعيينهم من المؤسسات والشركات في مختلف أرجاء العالم، كما يأتي الطلاب من دول مختلفة كذلك.

## وصلات خارجية
- Official site